# Курсерак
Курсерак (фр. Courcerac) насеље је и општина у западној Француској у региону Поату-Шарант, у департману Приморски Шарант која припада префектури Сен Жан д'Анжели.
По подацима из 2011. године у општини је живело 300 становника, а густина насељености је износила 48,39 становника/km². Општина се простире на површини од 6,2 km². Налази се на средњој надморској висини од 18 метара (максималној 37 m, а минималној 16 m).

## Демографија
| 1962. | 1968. | 1975. | 1982. | 1990. | 1999. | 2011. |
| ----- | ----- | ----- | ----- | ----- | ----- | ----- |
| 201   | 244   | 270   | 274   | 262   | 254   | 300   |

График промене броја становника у току последњих година